# 奥山ひな
奥山 ひな（おくやま ひな 1990年9月28日 - ）は、神奈川県出身のファッションモデル。スターダストプロモーションに所属していた。

## 人物
- 血液型：O型
- 現役女子大生[1]
- 趣味：料理、美術鑑賞、読書（ビジネス書、自己啓発書）、美容
- 特技：バスケットボール
- 資格：救命技術資格
- 興味があること：ヨガ、カフェ、マクロビオティック

## 活動

### TV
- 「Live jack Speacial Ⅱ」（KTV、2010年3月）
- 「Shibuya Deep A#129」（NHK BS2、2010年7月）
- 「つながるセブン」（J:COM、2011年4月 - 12月） 不定期水曜日、隔週木曜日担当アシスタント
- 「DRESS」（MBS、2011年8月 - ）

### CM
- 駿台予備校（大阪、名古屋、仙台） （2008年3月）

### スチール、カタログ
- JR西日本「さわやか通学マナーキャンペーン」<スチール>（2007年秋 - 2008年秋）
- 大阪学院大学高等学校 <VP、スチール>（2008年6月）
- 尾崎商事「制服」<Web、カタログ>（2008年）
- Coppice吉祥寺「OPEN広告」<グラフィックALL>（2010年10月 - 同年12月）

### STAGE
- 「Re アールイー」（2010年2月）

### PV
- ひいらぎ「かけら」（2009年8月）
- 清木場俊介「again」（2012年11月）